# Marcell Jankovics (Regisseur)

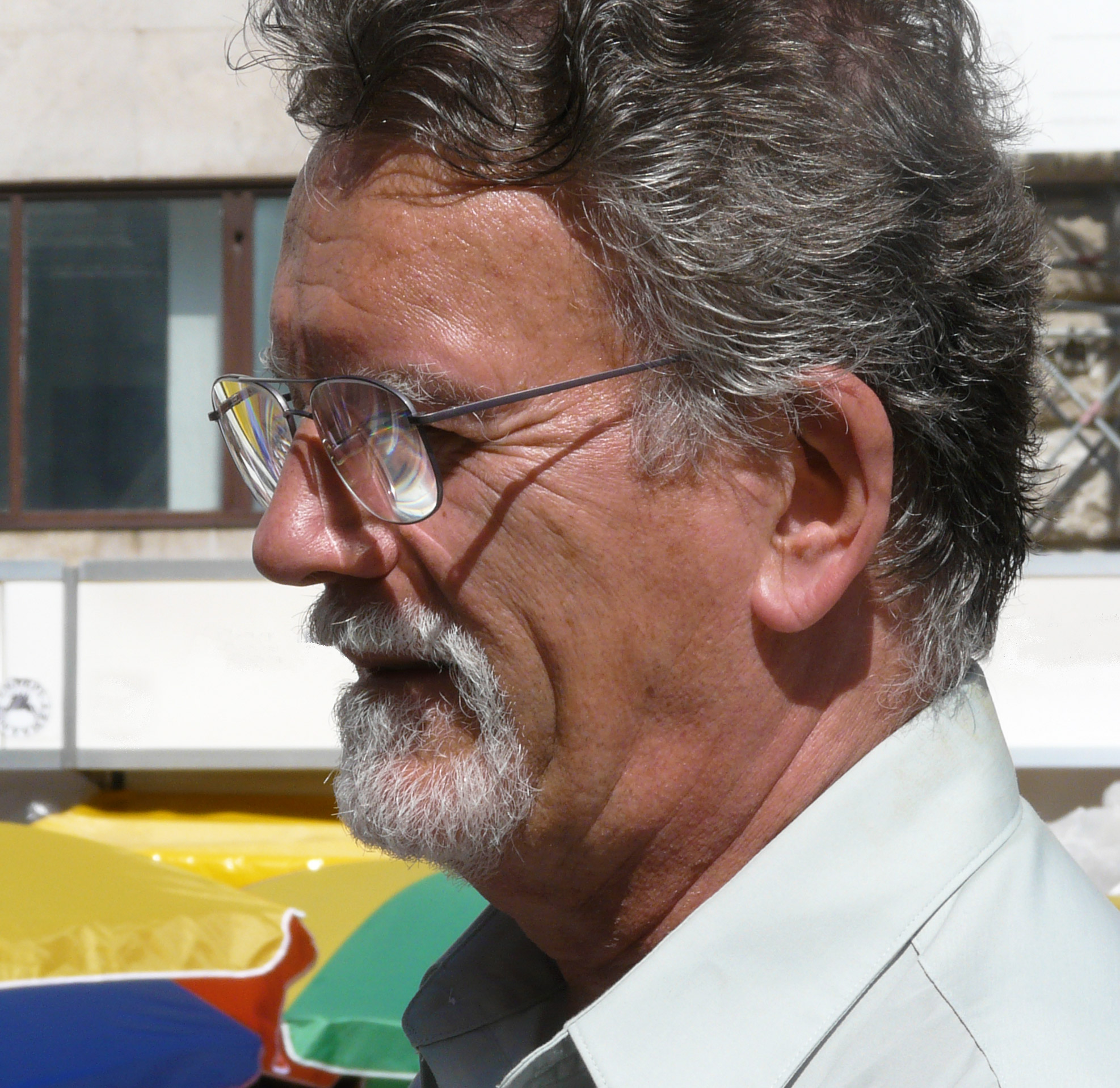
Marcell Jankovics 2010

Marcell Jankovics (* 21. Oktober 1941 in Budapest; † 29. Mai 2021 ebenda) war ein ungarischer Animator und Filmregisseur, der auch als Buchautor und Illustrator aktiv war. Er schuf den ersten ungarischen Animationslangfilm.

## Leben
Marcell Jankovics war der Sohn des Bankbeamten Marcell Jankovics (* 1906, † 1970) und dessen Ehefrau Margit geb. Bartha (* 1906, † 1981). Sein Großvater war der bekannte Publizist und Bergsteiger Marcell Jankovics der Ältere.
Nach Ende der Schulzeit am Benediktinergymnasium auf der Territorialabtei Pannonhalma (Pannonhalmi Bencés Gimnázium és Kollégium) kam Jankovics 1960 zum Pannonia Filmstudio, wo er zunächst als Phasenzeichner, schließlich jedoch als Animator und ab 1965 auch als Regisseur arbeitete. Ab 1963 schuf er zudem Independent-Filme, darunter Tendenciar (1967), Hídavatás (1969) und Mással beszélnek (1971). Ein erster großer Regieerfolg wurde die Zeichentrickserie Gustav, bei der er auch am Drehbuch mitarbeitete, und deren erste Produktionsphase 64 Folgen umfasste. Eine zweite Phase der Serie wurde zwischen 1976 und 1978 produziert. Für die Serie Adolars phantastische Abenteuer war Jankovics ebenfalls als Regisseur aktiv und führte Regie bei der Serie Magyar népmesék (1978–1995, auf Deutsch etwa „ungarische Volksmärchen“).
Mit Held János (János vitéz) schrieb Jankovics’ 1973 ungarische Filmgeschichte: Es war der erste ungarische Animationslangfilm (rund 77 Minuten). Jankovics führte Regie, schrieb das Drehbuch und war für das Design des Films zuständig. Zwei weitere Langanimationsfilme – Fehérlófia (1980) und Ének a csodaszarvasról (2002) – folgten. Sein Kurzanimationsfilm Sisyphus wurde 1976 für einen Oscar als Bester animierter Kurzfilm nominiert; Küzdök (1977) gewann in Cannes die Goldene Palme als Bester Kurzfilm. Sein bisher letztes Projekt war der 160-minütige Animationsfilm Az ember tragédiája nach Imre Madáchs Hauptwerk Die Tragödie des Menschen. Die Arbeit am Film begann 1988 und wurde erst 2011 beendet.
Jankovics war auch als Autor, Illustrator und Dozent aktiv. Er lehrte von 1971 bis 1972 an der Képző- és Iparművészeti Szakközépiskola in Budapest Animation und war ab 1981 an der Moholy-Nagy-Universität für Kunsthandwerk und Gestaltung als Dozent aktiv. Jankovics war seit 1994 Mitglied der Ungarischen Akademie der Künste. Ab 1995 war er Künstlerischer Leiter von Pannonia sowie von 1996 bis 2007 Geschäftsführer. Von 1998 bis 2002 sowie 2010 bis 2011 war er Präsident des Nationalen Kulturfonds-Ausschusses. Marcell Jankovics verstarb im Mai 2021 im Alter von 79 Jahren in seiner Geburtsstadt Budapest.

## Filmografie (Auswahl)
- 1965–1966, 1975–1979: Gusztáv (Gustav) (TV-Serie)
- 1965: Szilveszteri legenda
- 1967: Tendenciák
- 1969: Hídavatás
- 1970: Mélyvíz
- 1971: A róka és a holló
- 1971: A gém
- 1971: Mással beszélnek
- 1971: Az élet vize
- 1973: Held János (János vitéz)
- 1974: Sisyphus
- 1974: Add tovább, szamár a végállomás!
- 1977: Küzdők
- 1977–2010: Magyar népmesék (TV-Serie)
- 1981: Fehérlófia (Sohn der weißen Stute)
- 1986–1988: Mondák a magyar történelemből (TV-Serie)
- 1989: Teremtés
- 1989: A sámán Eurázsiában
- 1992: Prometheus
- 1995: Karácsonyi dal
- 2001: Ének a csodaszarvasról
- 2011: Az ember tragédiája

## Publikationen (Auswahl)
- 1988: Jelkép-kalendárium
- 1991: A fa mitológiája
- 1996: Ahol a madár se jár
- 1996: A Nap könyve
- 1998: Mély a múltnak kútja
- 2004: A szarvas könyve
- 2006: Csillagok között fényességes csillag
- 2007: Lékiratok I-II
- 2008: 3+1 A négy évszak szimbolikája

## Auszeichnungen (Auswahl)
- 1972: Goldene Nike, Internationales Filmfestival Thessaloniki, für Hídavatás
- 1974: Béla-Balázs-Preis für Verdienste in der Filmkunst
- 1974: Bester Kurzfilm, Animafest Zagreb, für Sisyphus
- 1976: Oscarnominierung, Bester animierter Kurzfilm, für Sisyphus
- 1977: Goldene Palme für den Besten Kurzfilm, Internationale Filmfestspiele von Cannes 1977, für Küzdök
- 1977: Silver Hugo, Chicago International Film Festival, für Küzdök
- 1978: Kossuth-Preis
- 1978: Hauptpreis der Internationalen Kurzfilmtage Oberhausen, für Küzdök
- 1998: Ungarischer Verdienstorden, Kommandeur
- 1999: Winsor McCay Award der Annie Awards
- 2009: Premio a la Excelencia „Leonardo da Vinci“ des Consejo Cultural Mundial
- 2010: Klingsor Award der Animation Biennale in Bratislava